# 天船七
英仙座μ，又名BD+48 1063，HD 26630、SAO 39404、HR 1303，是英仙座的一颗恒星，视星等为4.14，位于銀經153.94，銀緯-1.82，其B1900.0坐标为赤經4h 7m 33.1s，赤緯+48° -1.82′ 19″。